# 호암지
호암지(虎岩池)는 일제강점기 시대로부터 대한민국 충청북도 충주시 위치한 인공호수이다.  

## 역사
1898년 충주군읍지에서 편찬된 충주읍의 남쪽 5리 남변면에 위치하며 있다고 기록된다
호암지(虎岩池)는 충주시 사직산 서쪽에 위치한 저수지로서 과거로부터 연꽃이 만발하며 연지(蓮池)라고도 하였고. 저수지보다 작아서 소제(小堤)라고도 불렀다
호암지의 건립 대해서는 과거 호암지 나룻터에 있는 일본인 충주수리조합장 스즈끼 세이찌가 쓴 사업성공기념비 비문이 전부였다. 스즈끼 세이찌는 충주면민을 강제로 동원하여 1922년 공사를 착공하여 1923년 3월에 준공하였다. 천수답 성격을 띤 모시래을 곡창지대를 조성하면서 일본이 제2차 세계대전을 목적으로 식량을 보충하기 위한 것이므로 일본의 전략 목적.